# Xã Auburn, Quận Susquehanna, Pennsylvania
Xã Auburn (tiếng Anh: Auburn Township) là một xã thuộc quận Susquehanna, tiểu bang Pennsylvania, Hoa Kỳ. Năm 2010, dân số của xã này là 1.939 người.